# Ernst Heinrich von Dechen
Ernst Heinrich Carl von Dechen (ur. 25 marca 1800 w Berlinie, zm. 15 lutego 1889 w Bonn) – niemiecki urzędnik górniczy, geolog i nauczyciel akademicki. 
W latach 1818–1821 studiował na Akademii Górniczej (Bergakademie) w Berlinie. Później odbył staże szkoleniowe w urzędach górniczych w Bochum i Essen oraz w Berlinie, w ministerialnym departamencie zajmującym się sprawami górnictwa. W 1826 wyjechał do Anglii i Szkocji, gdzie przebywał do 1827. Od roku następnego pracował w Bonn jako urzędnik górniczy, a w 1831 przeniósł się do Berlina, najpierw do ministerstwa, a od 1834 wykładał jako profesor nadzwyczajny na swojej macierzystej uczelni. W 1841 mianowany dyrektorem urzędu górniczego w Bonn, pozostał na tym stanowisku do 1864. Od 1838 do 1855 był współredaktorem (z C.J. Karstenem) czasopisma poświęconego geologii, górnictwu i hutnictwu pt.  Archivs für Mineralogie, Geognosie, Bergbau und Hüttenkunde. Przyczynił się do rozwoju górnictwa węgla kamiennego w Zagłębiu Saary, był także zaangażowany w powstanie pierwszych linii kolejowych. 
Głównym obszarem zainteresowań zawodowych von Dechena była budowa geologiczna Nadrenii i Westfalii. Dla obszarów tych sporządził i wydał m.in. szereg map geognostycznych (geologicznych), w tym atlas obejmujący 35 arkuszy mapy w skali 1:80 000 i dwa tomy objaśnień do nich (prace trwały od 1855 do 1884). Ponadto w 1839 r. opublikował Geognostische Karte von Deutschland, England, Frankreich und den Nachbarländern (Mapa geognostyczna Niemiec, Anglii, Francji i krajów przyległych).

## Upamiętnienie
Nazwiskiem von Dechena nazwano minerał dechenit, będący odmianą descloizytu, kilka gatunków wymarłych organizmów i krater na Księżycu